# Franz Held (Politiker)
Franz Xaver Held (* 4. November 1852 in Linz; † 12. April 1932 in Graz) war ein österreichischer Politiker und Lehrer. Er war Abgeordneter zum  Österreichischen Abgeordnetenhaus und Mitglied der Provisorischen Nationalversammlung.

## Leben
Held wurde als Sohn des Landesrechnungsrates Franz Xaver Held geboren. Er besuchte die Volksschule und das Gymnasium in seiner Geburtsstadt Linz und studierte im Anschluss Philosophie an der Universität Innsbruck. 1873 wurde er Mitglied des Oberösterreichisch-akademischen Vereins Germania Wien (seit 1923 Akademische Burschenschaft Oberösterreicher Germanen in Wien). Im Jahr 1875 nahm er eine Stelle als Lehrer an der Staatsgewerbeschule in Linz an, 1878 wechselte er als Lehrer an die deutsche Staatsgewerbeschule in Brünn, wo er 1884 auch Professor wurde. Er lehrte ab 1887 in Bielitz, bevor er 1894 wieder nach Brünn zurückkehrte. Ab 1899 war er Professor an der deutschen Staatsgewerbeschule in Pilsen, ab 1907 unterrichtete er schließlich an der Staatsgewerbeschule in Graz. Er engagierte sich in der Steiermark als Mitglied der Hauptleitung im Verein des deutschen Schutzvereins Südmark und war Obmann des Allgemeinen deutschen Turnvereins in Graz.
Politisch war Held zwischen 1911 und 1914 als Gemeinderat in Graz aktiv. Nachdem Heinrich Wastian aus der Reichsratswahl 1911 in den Wahlbezirken Steiermark 2 und Steiermark 9 als Sieger hervorgegangen war und das Mandat im Wahlbezirk 9 annahm, kam es im Wahlkreis 2 am 24. Oktober 1911 zu einer Ergänzungswahl. Held, der sich in Anzeigen als „Mann erprobter Tüchtigkeit, reicher Erfahrung und nimmermüder Arbeitsfreude“ bewarb, gewann diese Ergänzungswahl mit 58,7 Prozent im ersten Wahlgang. Er schloss sich nach seiner Wahl im Abgeordnetenhaus dem Deutschen Nationalverband an und war ab 1. Oktober 1912 Mitglied der Jungdeutschen Vereinigung im Deutschen Nationalverband, die sich später in Deutschvölkische Vereinigung umbenannte. Zwischen September 1916 und Oktober 1917 war er Mitglied der Deutschen Arbeitsgemeinschaft im Deutschen Nationalverband, danach wurde er Mitglied der Deutschnationalen Partei, die später in der Großdeutschen Volkspartei aufging. Held gehörte bis zur Auflösung dem Abgeordnetenhaus an und war im Anschluss vom 21. Oktober 1918 bis zum 16. Februar 1919 Mitglied der Provisorischen Nationalversammlung. 
Held heiratete 1887 Antonia Straka und wurde Vater von zwei Töchtern und einem Sohn. Ursprünglich römisch-katholischen Glaubens konvertierte er 1901 zur Evangelischen Kirche A. B.